# 가로수 그늘 아래 서면
〈가로수 그늘 아래 서면〉은 1988년 발표된 이문세의 발라드 장르의 노래로 그의 다섯 번째 정규 앨범 《이문세 5》에 수록되었다. 2005년, 2006년과 2010년에 각각 이승철, 임재범과 장재인에 의해 리메이크되었다.